# أحمد خليفة (باحث)
أحمد عبد الوهاب محمد خليفة، (ولد في 27 أيار 1937 في حيفا - توفي في 29 نيسان 2021 في عمان) هو سياسي وباحث ومترجم فلسطيني، نشط في حركة القوميين العرب، وكان عضوا في أول حلقة قيادية لفرعها الفلسطيني الذي تحول إلى الجبهة الشعبية لتحرير فلسطين، وقائدا لأول تنظيم مسلح لها في الأرض المحتلة بعد حرب 1967. تولى ابتداء من العام 1970 الإشراف على قسم الشؤون الإسرائيلية في مركز الأبحاث الفلسطيني ثم في مؤسسة الدراسات الفلسطينية، وكان مديرا لتحرير مجلة الدراسات الفلسطينية.

## نشأته وتعليمه
ولد في حيفا عام 1937 ولجأ مع عائلته إلى دمشق بعد نكبة فلسطين عام 1948. نال شهادة الثانوية عام 1958 وحصل على منحة دراسية للمتفوقين من السفارة الهندية لدراسة الأدب الإنكليزي في جامعة بومباي، إلا أنه عاد إلى سورية بعد أسابيع ليدرس الأدب الإنكليزي في جامعة دمشق، وانتقل لاحقا مع عائلته إلى عمان. توجه إلى ميونخ لدراسة العلوم السياسية في جامعتها، ودفعه انخراطه في العمل الحزبي هناك إلى التخلي عن الدراسة في عام 1964 والعودة إلى بيروت.

## نشاطه السياسي
بدأ نشاطه السياسي في حركة القوميين العرب في فترة الدراسة في جامعة دمشق، وشارك الحراك السياسي الذي شهدته دمشق ضد حلف بغداد ومن أجل الوحدة مع مصر، وبعد الانفصال انتدبته حركة القوميين العرب للتوجه إلى حلب من أجل تنظيم المقاومة الشعبية ضد الانفصال. بعد عودته من ميونخ إلى بيروت انضم إلى محسن إبراهيم ومحمد كشلي وغسان كنفاني وبلال الحسن في هيئة تحرير مجلة “الحرية” في بيروت التي كانت في تلك الفترة ناطقة باسم حركة القوميين العرب(ص.210).
في أيلول 1964 انتخب في أول مؤتمر مستقل للفرع الفلسطيني من حركة القوميين العرب إلى قيادة جماعية للعمل الفلسطيني اشترك فيها مع بلال الحسن وغسان كنفاني وصالح شبل وعبد الكريم حمد، وكانت الغاية هي الإسراع في التحضير للانتقال إلى العمل العسكري.(ص.183)
استقال في العام 1966 من مجلة الحرية وانتقل إلى مصر حيث التحق بجامعة القاهرة للحصول على شهادة ماجستير في الأدب الإنكليزي، ولكنه قطع دراسته مجددا بعد حرب عام 1967، وانضم إلى قيادة الداخل التي ترأسها أبو علي مصطفى، وتسلل في تموز 1967 إلى الأرض المحتلة (حيث نجح في الحصول على بطاقة هوية وأقام في مدينة القدس)، حيث عمل على لم شتات تنظيم القوميين العرب في الضفة الغربية وساهم في تنظيم أولى خلايا العمل السري فيها.(ص.256)
في تلك الفترة اتحدت حركة القوميين العرب مع منظمتي جبهة التحرير الفلسطينية ومنظمة أبطال العودة في ما سيصبح الجبهة الشعبية لتحرير فلسطين، وصدر قرار الانتقال الفوري إلى العمل المسلح، وأعلن عن تأسيس الجبهة في 11 كانون الأول بعد سلسلة هجمات نفذتها خلايا الأرض المحتلة، أهمها هجوم مسلح على مطار اللد، وقادت هذه العمليات إلى حملة اعتقالات واسعة في صفوف حركة القوميين العرب، واعتقل خليفة في 7 كانون الثاني 1968 مع رفاقه وحكم عليه بالسجن لمدة سنتين.(ص.258-259) في تلك الفترة تمكن أحد مراسلي جريدة لوموند الفرنسية من مقابلته في السجن ونشر مقالاً بعنوان «أحمد خليفة يقول: أريد كتباً لأقرأ».
في الأسر كان خليفة أعلى قيادات حركة القوميين العرب رتبة وترأس التنظيم في سجن الرملة بمساعدة أسعد عبد الرحمن وتيسير قبعة، وفي فترة الأزمة الدخلية والانشقاقات التي شهدتها الجبهة الشعبية تمكن من الحفاظ على وحدة التنظيم داخل السجن.
في تلك الفترة تعلم خليفة اللغة العبرية التي تخصص فيها لاحقا بعد مغادرته العمل الحزبي عقب خروجه من السجن.

## نشاطه البحثي والصحفي
في آب 1970 انتقل خليفة مجدداً إلى بيروت، ليؤسس القسم العبري في مركز الأبحاث الفلسطينية الذي كان تابعاً لمنظمة التحرير الفلسطينية وكان يومها برئاسة أنيس الصايغ. أُعطي خليفة صلاحيات واسعة وكاملة خولته بمتابعة حركة النشر في إسرائيل والحصول على كل الكتب والدوريات الضرورية من أجل القيام بالأبحاث للتعرف على إسرائيل بمختلف أوجهها السياسية والاقتصادية والاجتماعية، بالإضافة إلى تعيين كادر بحث وترجمة متفرغ للعمل في المركز. وهناك ساهم في إصدار مجلة “شؤون فلسطينية”، وتولى إعداد باب الشؤون الإسرائيلية فيها. في عام 1973 انتقل إلى مؤسسة الدراسات الفلسطينية التي عمل في قسمها العبري الذي أسسه صبري جريس، إلى أن غادر لبنان بعد الغزو الإٍسرائيلي في العام 1982.
انتقل إلى فرنسا عام 1984 وعمل في هيئة تحرير مجلة “اليوم السابع” الأسبوعية التي ترأس تحريرها بلال الحسن، حيث تولى مسؤولية كتابات قسم الشؤون الإسرائيلية. عاد في عام 1987 إلى مؤسسة الدراسات الفلسطينية وشارك في إصدار فصلية “مجلة الدراسات الفلسطينية” التي تصدر عنها، وبعد إقامة امتدت عشر سنوات في أوكسفورد كان خلالها يتردد على بيروت للعمل على إصدار المجلة، وعاد لاحقا للاستقرار في بيروت حيث عمل في إدارة قسم الشؤون الإسرائيلية في المجلة وتولى كذلك موقع مدير تحريرها، وله الكثير من الدراسات والترجمات والكتب التي تتناول الشؤون الإسرائيلية، منها ترجمة كتاب «التطهير العرقي في فلسطين» لإيلان بابه والرواية الإسرائيلية الرسمية عن «الثورة العربية الكبرى في فلسطين، 1936-1939»، و «حرب فلسطين، 1947-1948»، و«الغضب والأمل: مسيرة الشعب الفلسطيني تحت الإحتلال: مذكرات المحامية فيليتسيا لانغر»، ويوميات موشيه شاريت.
له أيضا ترجمات أدبية، منها ترجمة رواية «الأشياء تتداعى» للكاتب النيجيري غينوا أتشيبي إلى العربية، و«رحيق في غربال» للكاتبة الهندية كمالا ماركاندايا.
بعد تقاعده من المجلة، ساهم حتى وفاته في تحرير نشرة ترجمات الصحافة العبرية شبه اليومية التي تصدرها مؤسسة الدراسات الفلسطينية.

## وفاته
توفي في عمان في 29 نيسان 2021

## روابط خارجية
- لقاء مع أحمد خليفة في برنامج «رواق المعرفة» على قناة «حوار» الفضائية
- تقرير لقناة الجزيرة عن مؤسسة الدراسات الفلسطينية